# Universidad de Pamplona
La Universidad de Pamplona es una universidad pública colombiana, con sede principal en Pamplona, Norte de Santander, y con una sede de extensión en Villa del Rosario (Área Metropolitana de Cúcuta), donde funciona su programa de medicina y la mayoría de los programas de la sede principal, y con Centros de Educación a Distancia (CREAD's) en todo el país.Está sujeta a inspección y vigilancia por medio de la Ley 1740 de 2014 y la Ley 30 de 1992. 
Tiene Acreditación Institucional por parte del CNA del Ministerio de Educación y la Acreditación Internacional Europea EQUAA.De la misma forma, tiene la acreditación internacional europea EUR-ACE en 7 de sus programas de ingeniería,así como la acreditación internacional europea EQUAA en los programas de administración de empresas, contaduría pública y economía.
Fue fundada el 23 de noviembre de 1960 y es una de las universidades más importantes y representativas de Norte de Santander. Cuenta con la Vicerrectoría Académica, la Vicerrectoría de Investigaciones, la Vicerrectoría Administrativa y Financiera, y la Vicerrectoría de Bienestar y Extensión, se divide académicamente en 7 facultades y su máximo organismo de gobierno es la Consejo Superior Universitario.
Es una entidad descentralizada e independiente adscrita a la Gobernación de Norte de Santander, organizada como un ente universitario autónomo con régimen especial, vinculada al Ministerio de Educación Nacional en lo que tiene que respecta a las políticas y a la planeación del sector educativo y en relación con el Sistema Nacional de Ciencia y Tecnología.
Alberga una de las dos Facultades de Medicina que hay en Norte de Santander y la única adscrita a una universidad pública en el departamento numerosos grupos de investigación aprobados por Colciencias y un moderno campus para la actividad académica. Ofrece programas académicos en pregrado, así como especializaciones, maestrías y  doctorados. Tiene un plan de formación profesoral denominado "plan doctorando", el cual permite a los docentes acceder a programas de doctoradoy varios de sus programas han recibido la máxima certificación del CNA, la Acreditación de Alta Calidad. Ostenta convenios inter-institucionales con universidades de Estados Unidos, España, Francia, Inglaterra, Alemania y China, entre otros países.
Es además, es un importante soporte para el estado colombiano debido a que la institución presta el soporte lógico o plataforma para el examen de estado ICFES, se encargada de gestionar el proyecto de pares académicos del CNA y ha estado a cargo de varios procesos de selección de funcionarios, como el concurso de méritos de la Contraloría General de la Repúblicay el de la Superintendencia de Notariado y Registro. Edita 9 revistas científicas y tiene un importante complejo deportivo, donde equipos como Cúcuta Deportivo y el Atlético Bucaramanga han realizado sus entrenamientos.

## Toponimia

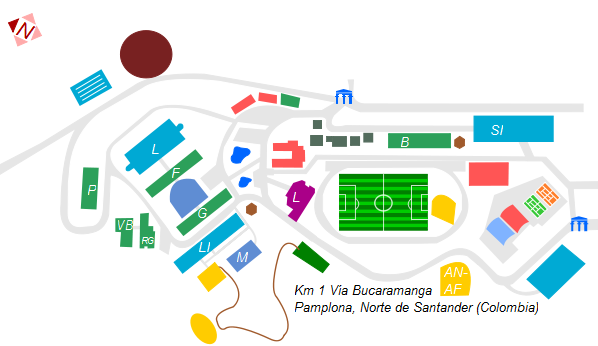
Mapa del campus universitario

El nombre de "Universidad de Pamplona" se debe al municipio homónimo del departamento Norte de Santander en Colombia, donde la casa de estudios tiene su sede principal. El escudo institucional es ovalado, igual al del municipio (que a su vez es idéntico al de la ciudad española de Pamplona), con la diferencia de que tiene dos membretes: uno en la parte superior que dice "Universidad de Pamplona" y uno en la parte inferior que dice "Colombia".

## Reseña histórica

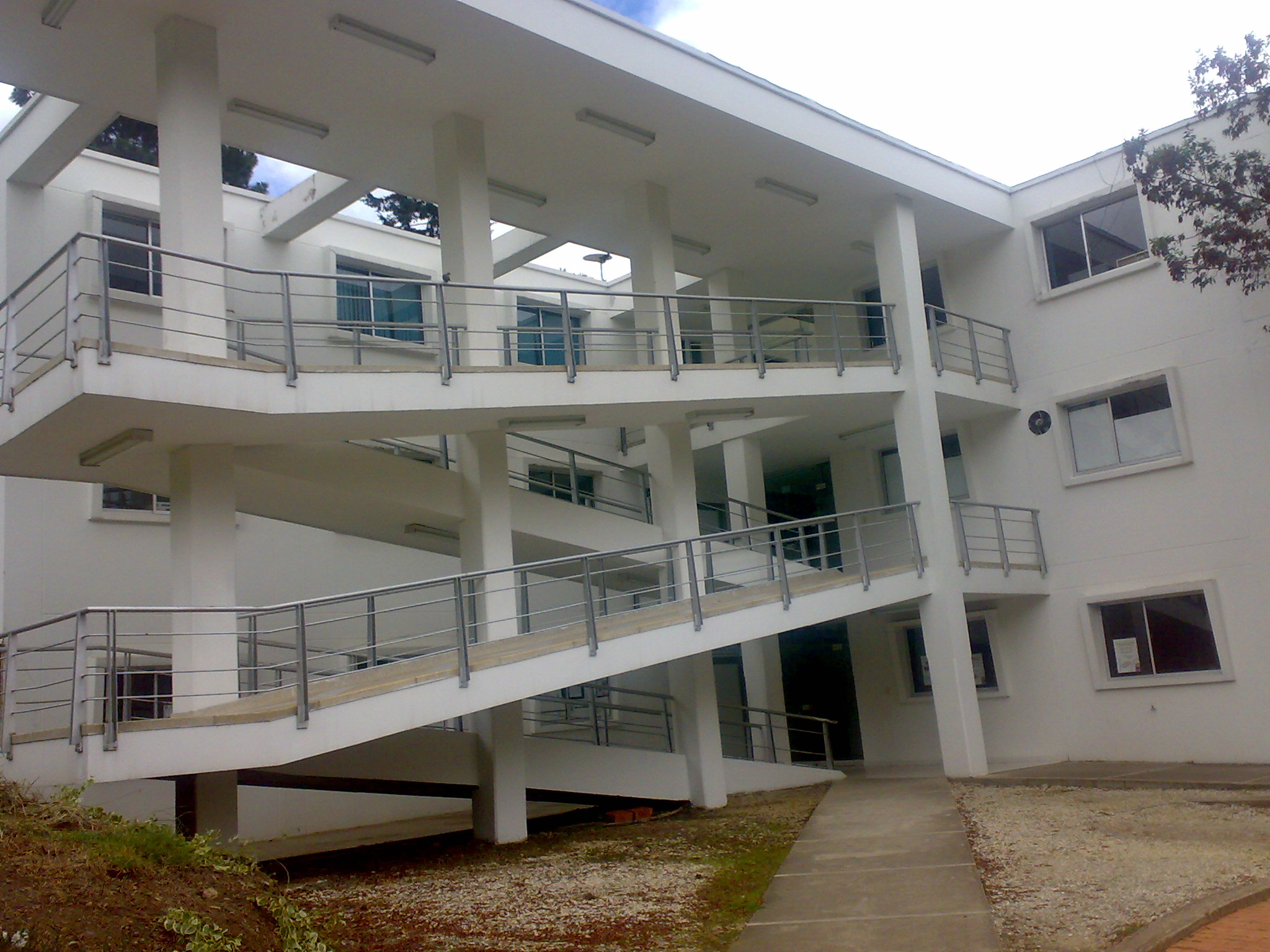
Bloque Simón Bolívar

La Universidad de Pamplona inició labores el 23 de noviembre de 1960 como una academia privada (Fundación) dirigida por el sacerdote católico José Rafael Faria Bermúdez junto con otro grupo de importantes personalidades del departamento, dentro de las que se destacan Virgilio Barco Vargas (expresidente de la República), Jorge Lamus Giron y Eduardo Villamizar Lamus.
Este último, fue Secretario General, Rector en varias oportunidades y el verdadero organizador de la institución pues estuvo al frente de su nacionalización por orden departamental en 1970, mediante el decreto n.º 0553 del 5 de agosto de 1970. El 13 de agosto de 1971, el Ministerio de Educación Nacional facultó a la institución para otorgar títulos en calidad de Universidad, según Decreto n.º 1550.
Durante los años correspondientes a las décadas de los setenta y ochenta. la institución dio rienda a su Facultad de Educación formando licenciados en la mayoría de las áreas del conocimiento: Matemáticas, Química, Física, Biología (Ciencias Básicas), Pedagogía, Administración Educativa, Lenguas Extranjeras, Español y Educación Física.

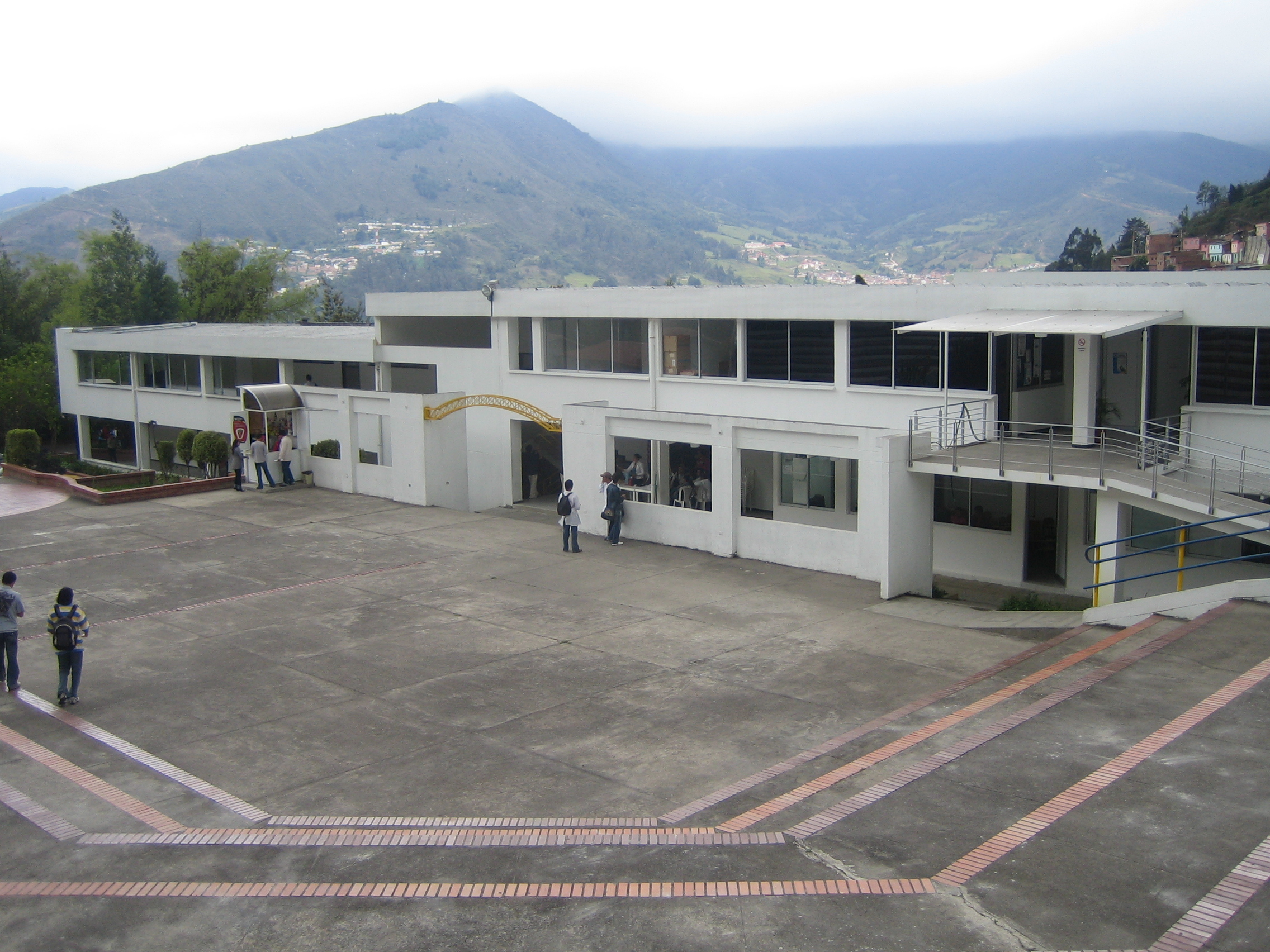
Bloque Camilo Daza

En la década de los ochenta, la academia inició labores en otros campos. Se abrió el programa en pregrado de "Tecnología en Alimentos". Más adelante, en la década de los noventa en las áreas de las Ciencias Naturales y Tecnológicas, se abrieron los programas académicos de Microbiología con énfasis en Alimentos, la, Ingeniería de Alimentos, la Ingeniería Electrónica y la Tecnología en Saneamiento Ambiental. También se introdujo el programa de Administración de Sistemas, originalmente como tecnología y luego como pregrado profesional.
En la actualidad, la universidad ha ampliado su oferta de programas académicos a todas las áreas del conocimiento, teniendo siete facultades y ostentando uno de los dos programas de Medicina que hay en el departamento de Norte de Santander. Cumple esta tarea desde todos los niveles de la Educación Superior: pregrado, posgrado y educación continuada, y en todas las modalidades educativas: presencial, a distancia y con apoyo virtual; lo cual, le ha permitido proyectarse tanto en el departamento, así como en varias regiones de Colombia y del occidente del vecino país de Venezuela.

## Macro-políticas

### Acreditación
Tiene Acreditación Institucional por parte del CNA del Ministerio de Educación, así como dos acreditaciones internacionales: la acreditación europea EQUAAy la acreditación EUR-ACE en 7 de sus programas de ingeniería.
En total hay 21 programas académicos con Acreditación de Alta Calidad del CNA: Administración de Empresas, Arquitectura, Biología, Comunicación Social, Economía, Filosofía, Fisioterapia, Ingeniería de Alimentos, Ingeniería de Sistemas, Ingeniería Eléctrica, Ingeniería Electrónica, Ingeniería en Telecomunicaciones, Ingeniería Mecánica, ingeniería Mecatrónica, Licenciatura en Educación Física, Licenciatura en Educación Infantil, Licenciatura en Lenguas Extranjeras, Maestría en Controles Industriales, Medicina Veterinaria, Microbiología y Terapia Ocupacional. 
Además la institución recibió la certificación ISO 9001:2000.

### Doctorando
El "Plan Doctorando" consiste en formar científicos a través de maestrías y doctorados en universidades extranjeras (especialmente en España). En la actualidad hay algo más de 100 docentes formándose en el exterior. Este importante proyecto ha permitido que la Universidad de Pamplona ofrezca 11 programas en categoría de Maestría, así como que se eleve el nivel académico del departamento Norte de Santander. El último programa en ser creado fue la Maestría en Ingeniería Ambiental.

Uno de los indicadores de gestión establecidos por el Gobierno Nacional hace referencia al nivel de preparación académica de los docentes universitarios, valorando especialmente aquellas instituciones que cuentan con Magíster y Doctorados dentro de su cuerpo profesoral.

Ante esta propuesta, la Rectoría emprendió un proceso de capacitación en estos niveles, firmando convenios con Universidades en el exterior, a través de los cuales han iniciado su formación Doctoral más de 25 docentes, con proyección a 120 en tres años.
El respaldo de las instituciones de educación superior españolas ha sido decisivo para la consecución de esta meta y para que la macropolítica se ejecute satisfactoriamente.
Rectoría - Universidad de Pamplona

### Campus Inteligente
Con el objetivo de ofrecer un servicio de mejor calidad a los alumnos y administrativos de la institución, y creciendo a la par con los avances de la ciencia y la tecnología, se ha instaurado como macropolítica de la academia la automatización del campus. De esta forma se busca asegurar la seguridad y viabilidad del cumplimiento de las funciones propias de cada persona. A la vez se obtiene un uso inteligente y racional de los recursos energéticos.
Para que esta macropolítica sea cumpliada a cabalidad se desarrolla una plataforma informática inteligente, de intangible valor. Esta plataforma permitirá (a mediano plazo) lograr un alto liderazgo en la nación e incursionar en el sector corporativo de los sistemas de control integrales.
Los importantes acuerdos emprendidos con los compañías líderes en automatización, tiene como fin convertir a la Unipamplona en uno de los Campus Inteligentes pioneros de la nación y el continente americano. El plan también otorga la posibilidad a la academia a tornarse en un importante laboratorio virtual.

## Infraestructura
La institución cuenta con tres estancias donde se desarrolla la actividad académica: el campus principal (km 1 de la vía Bucaramanga), la Casona (donde se fundó la institución) y el Rosario.
En el campus principal funcionan 6 de las siete facultades, con excepción de la de Artes y Humanidades que funciona en la Casona. El Rosario sirve de sitio de prácticas para diversas programas académicos. En la Granja Experimental Villa Marina se dictan materias para los alumnos de la Facultad de Ciencias Agrarias, como la anatomía veterinaria.
Los alumnos de la facultad de Salud (especialmente los de medicina) realizan sus prácticas en la Clínica del Seguro Social, que es propiedad de la universidad.

### Sede Principal

#### Bloque Simón Bolívar
El Complejos Científico y Tecnológico Simón Bolívar (Bloque S.I.) está ubicado en el zona sur-occidental del campus universitario, al costado derecho del Edificio Francisco de Paula Santander. y frente al Edificio Eduardo Villamizar Lamus. Este bloque es uno de los más valiosos de las institución, puesto que alberga un total de 56 laboratorios que son utilizados para prácticas por casi todos los estudiantes de los diferentes programas académicos. Así mismo, en este edificio se encuentra ubicada la Decanatura de la Facultad de Ciencias básicas.

#### Bloque Francisco de Paula Santander
El Edificio Francisco de Paula Santander está localizado entre la Planta de Lácteos y la Cafetería, y al costado occidental de la cancha de fútbol. Alberga 4 aulas (B200, B300, B400 y B500), 2 talleres de arte (BEDU y B100), 2 salas de profesores y las decanaturas de las Facultades de Educación y Salud,

#### Bloque Francisco José de Caldas
El Edificio Francisco José de Caldas se ubica al norte del Edificio Eduardo Cote Lemus. Alberga 13 laboratorios de Bioquímica, Biología, Química, Histoembriología, Biología y Anatomía. Dispone asimismo de una Litoteca (biblioteca de rocas).

#### Bloque Camilo Daza

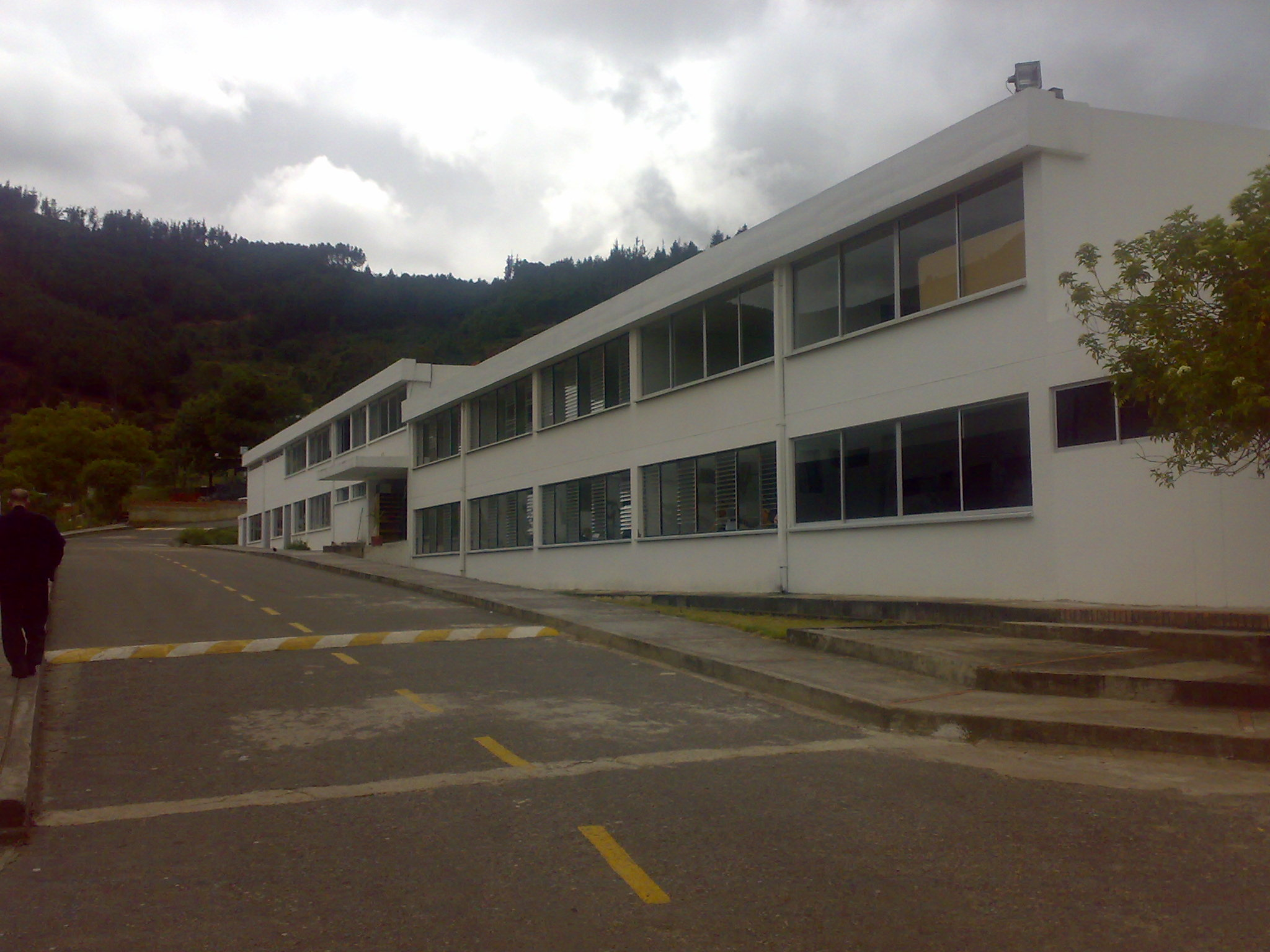
Bloque Camilo Daza

El Edificio Camilo Daza está emplazado entre la Media Torta y el Edificio Padre Enrique Rochereaux. Alberga laboratorios de Biología y Química que son utilizados especialmente por los alumnos de la Facultad de Salud.

#### Bloque Padre Enrique Rochereaux

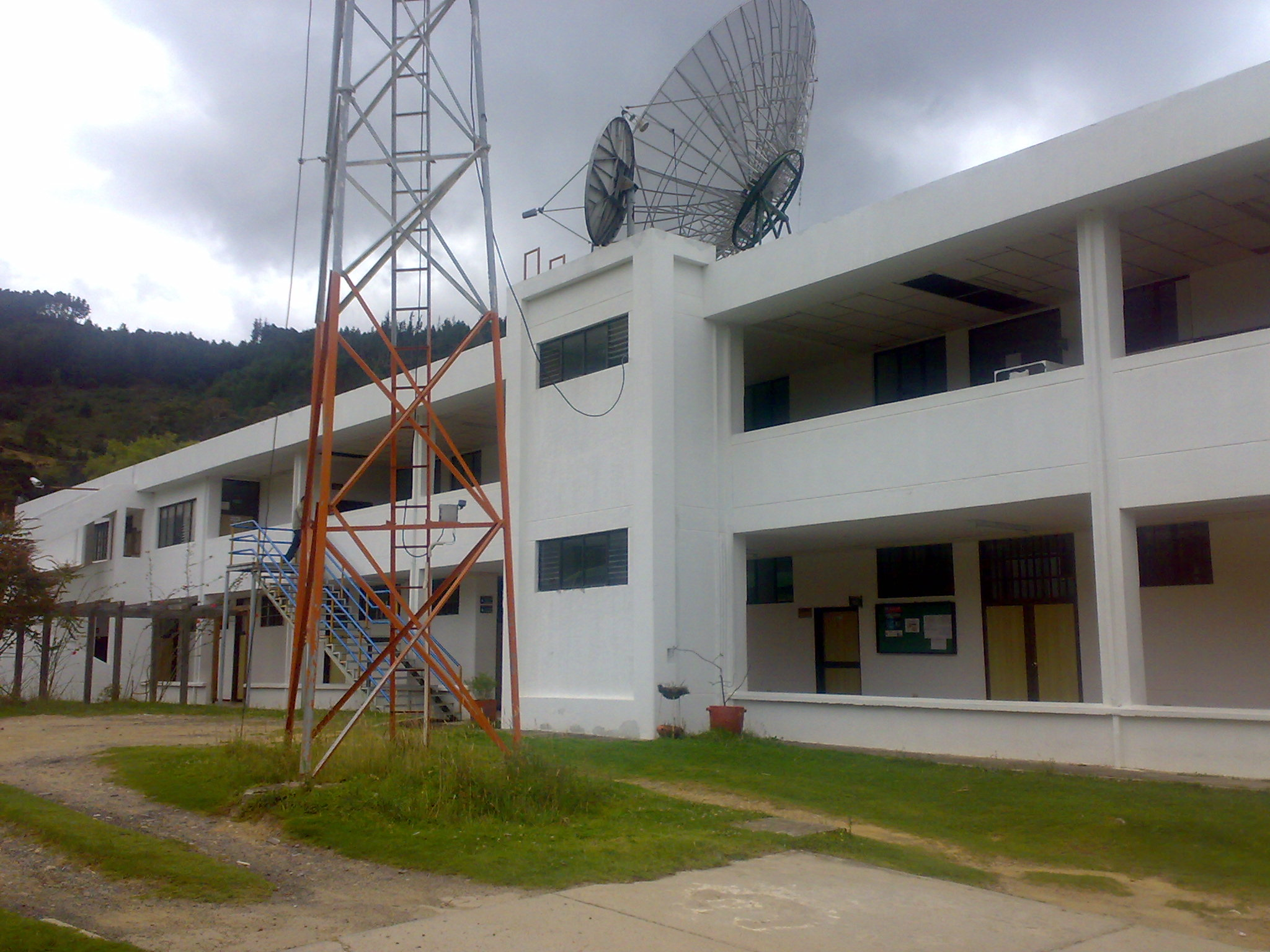
Bloque Enrique Rochereaux

El Edificio Padre Enrique Rochereaux está ubicado entre el Edificio Camilo Daza y el Edificio Aulerio Marco Fidel Suárez. En el primer piso alberga los laboratorios de Educación Física, Evaluación Sensorial, Oleaginosas y Cereales, Observación Atómica, Cromatología, Anális de Alimentos, Circuitos y Electrónica, así como el de Telecomunicaciones y Optoelectrónica. También dos aulas inteligentes y una sala de televisión.
Por su parte, en el segundo piso se ubican los laboratorios de Consultas Ambientales, Análisis Ambiental, Morfofisiología Vegetal, Morfofisiología Animal, Microbiología, Investigación y Microbiología, Electrónica y Digital, y el Control Análogo y Discreto. También dispone de un Horno de Deshidratación, un Herbario Regional, un Depósito de Electrónica y una Sala de Radio y Grabación.

#### Bloque Eduardo Cote Lamus
El Edificio Eduardo Cote Lemus está localizado entre el Edificio Francisco José de Caldas y la Media Torta. En su interior hay 13 laboratorios del área de ingeniería: entre ellos los de Mecánica, Física, Física Molecular, Óptica, Electromagnetismo, Oscilaciones, M.S. Vegetal, F. Vegetal, Tratamiento de Imagen, Simulación, Ecología, A.F. Animal y Ciencias Biomédicas.

#### Bloque Administrativo
El Bloque Administrativo Pedro de Ursúa se localiza entre la Facultad de Ciencias Agrarias y el Edificio Padre José Rafael Faría Bermúdez. Alberga a la Secretaría General, la Rectoría, la Vicerrrectoria Administrativa y Financiera, la Vicerrectoria de Proyección Social y las oficinas de Comunicación y Prensa, Pagaduría y Tesorería, Control Interno y Revisoria de Cuenta, Presupuesto, Contabilidad, Planeación, Control Interno, Asesoría Jurídica y de Personal. Por último, el Centro de Sistemas de Información.

#### Escenarios deportivos
El campus universitario principal (que se localiza en el municipio de Pamplona, en el kilómetro 1 de la vía a Bucaramanga) cuenta con un importante complejo deportivo, compuesto por un gimnasio olímpio, dos canchas de tenis, dos coliseos y una piscina semi-olímpica. En parte, gracias a estos escenarios del deporte es que el programa de Licenciatura en Educación Física obtuvo la Acreditación de Alta Calidad por parte del Consejo Nacional de Acreditación. Debe destacarse, que es allí donde equipos como el Cúcuta Deportivo y el Atlético Bucaramanga realizan sus entrenamientos y pretemporadas.

### Centro de Estudios de Villa del Rosario
El Centro de Estudios de Villa del Rosario también conocido como Ciudad Universitaria de la Frontera está ubicado en el municipio de Villa del Rosario, el cual hace parte del área metropolitana de Cúcuta. En él se ofrecen la mayoría de programas académicos y postgrados que tiene la universidad en su sede principal. Igualmente es junto con la Clínica Universitaria donde se lleva a cabo la mayoría del programa de Medicina, desde el tercero hasta el duodécimo semestre. Plano de la sede

## División Académica

### Facultades
En la institución se ofrecen 56 carreras en pregrado, 15 especializaciones, y 11 maestrías. Cada uno de estos programas se agrupa en una facultad. La institución cuenta en total, con siete: Artes y Humanidades, Ciencias Agrarias, Ciencias Básicas, Ciencias de la Salud, Ciencias Económicas y Empresariales, Ciencias de la Educación, Jurisprudencia y Ciencias Políticas, y por último, Ingeniería y Arquitectura.
La Universidad de Pamplona también ofrece carreras a distancia a través de Centros Regionales de Educación Superior y Certificación (CRESC) en Antioquia, Atlántico, Bogotá-Cundinamarca, Bolívar, Boyacá, Casanare, Cauca–Valle del Cauca, Cesar, Guajira, Magdalena, Norte de Santander, Santander, Sucre-Córdoba y Territorios Nacionales (San Andrés). En esta modalidad (a distancia) se ofrecen las siguientes carreras: Administración de Empresas, Administración de Sistemas Informáticos, Contaduría pública, Economía, Licenciatura en Comercio, Tecnología de Gestión de Sistemas de Información, Licenciatura en Educación Básica con Énfasis en Ciencias Sociales, Licenciatura en Educación Básica con Énfasis en Ciencias Naturales y Educación Ambiental, Licenciatura en Lengua Castellana y Comunicación, y la Licenciatura en Educación Básica con Énfasis en Educación Física, Recreación y Deportes.

#### Artes y Humanidades
La Facultad de Artes y Humanidades tiene su propia sede, denominada "La Casona". Este sitio fue el lugar original donde se fundó la universidad. Sus programas académicos son:
- Artes Visuales
- Comunicación Social
- Filosofía
- Licenciatura en Educación Artística
- Música

#### Ciencias Agrarias
La Facultad de Ciencias Agrarias está localizada al costado de la Vicerrectoría de Bienestar Universitario y al frente de la Planta de Cárnicos. Ofrece los siguientes programas académicos: Ingeniería Agronómica, Medicina Veterinaria Zootecnia. Esta facultad hace especial uso de "Villa Marina", una granja ubicada a unos 15 kilómetros del municipio de Pamplona, donde se dictan materias como anatomía animal.

#### Ciencias Básicas
La Facultad de Ciencias Básicas fue creada por el Acuerdo No.066 del 16 de mayo del 2003, emanado del Consejo Superior. Este cuerpo académico imparte 7 programas profesionales en pregrado:
- Física
- Biología
- Química
- Geología
- Matemáticas y Computación
- Microbiología

En lo que respecta a los posgrados tiene 3 especializaciones: Enfermedades Infecciosas Transmitidas por Vectores, Química, y Transformación de Residuos Agroindustriales. También ofrece la Maestría en Bioquímica, la Maestría en Biología Molecular y Biotecnología y la Maestría en Física.

#### Ciencias Económicas y Empresariales

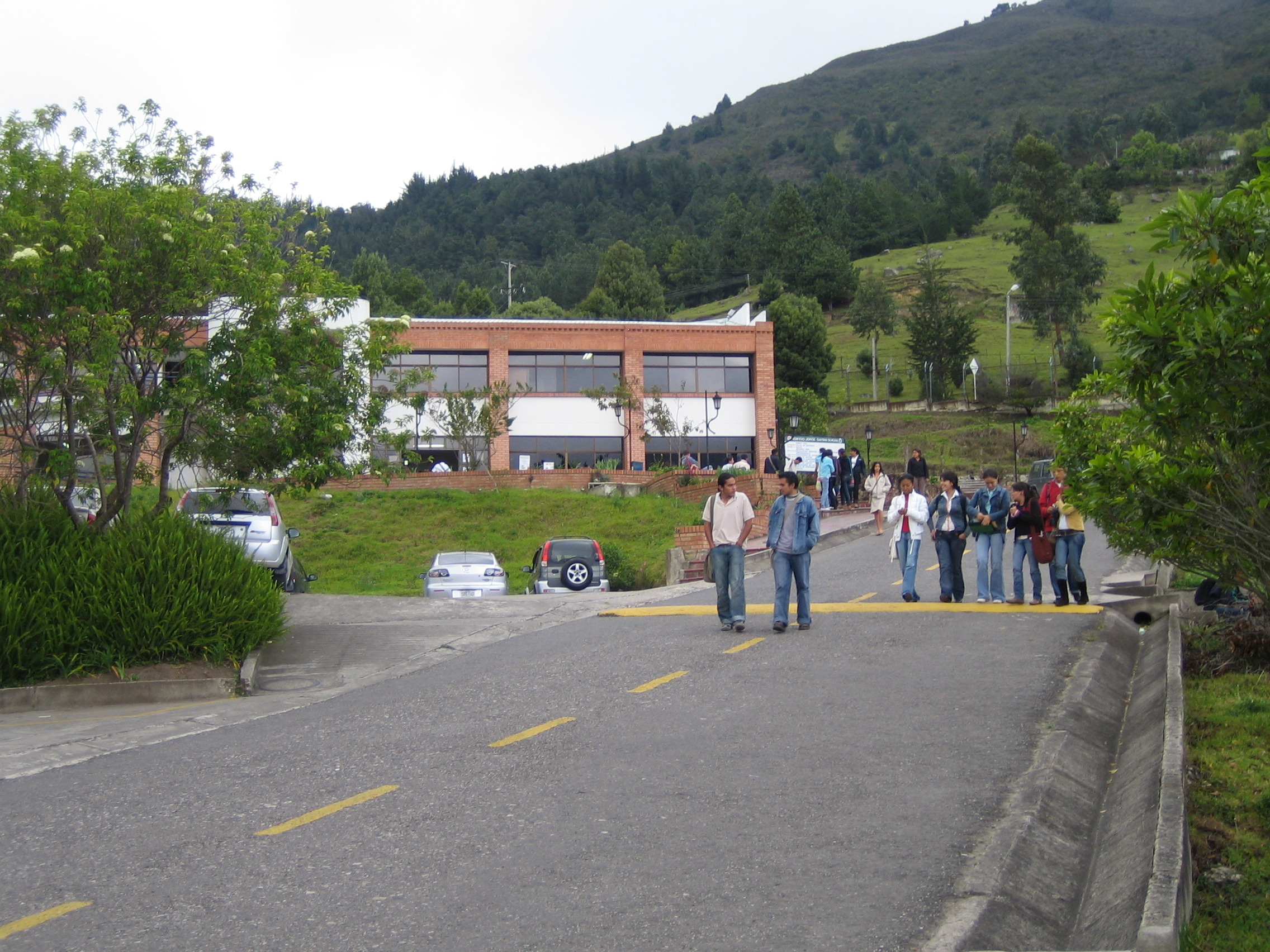
Facultad de Ciencias Económicas

La Facultad de Ciencias Económicas y Empresariales se localiza en el "Bloque P", el más distante del campus universitario y que es diferente en su aspecto, ya tiene ladrillos en su fachada, a diferencia de los demás edificios donde el común denominador es el color blanco. Ofrece los siguientes programas académicos:
- Administración Comercial y de Sistemas
- Administración de Empresas
- Contaduría Pública
- Economía

#### Ciencias de la Educación
La Facultad de Educación es la más antigua de la universidad. Ofrece sus licenciaturas en todos los ámbitos del conocimiento. Entre sus programas académicos esta la "Licenciatura en Educación Física, Recreación y Deporte", el cual ostenta la Acreditación de Alta Calidad, emanada del Consejo Nacional de Acreditación, entidad del Ministerio de Educación. La decanatura y sus respectivos departamentos se localizan en el primer piso del Bloque B o Bloque Francisco de Paula Santander, aunque las clases se imparten en todo el campus universitario.
Sus programas académicos son:
- Licenciatura en Ciencias Sociales
- Licenciatura en Educación Especial
- Licenciatura en Lengua Castellana y Comunicación
- Licenciatura en Lenguas Extranjeras Inglés Francés
- Licenciatura en Matemáticas y Computación
- Licenciatura en Educación Infantil

#### Ciencias de la Salud
La Facultad de Salud fue creada por el Dr. Pedro León Peñaranda Lozano, quien fuese rector del claustro hasta el 31 de diciembre de 2008. Entre sus programas destaca el de Medicina, uno de los 2 disponibles en el departamento de Norte de Santander. También están presentes las carreras de Bacteriología, Psicología, Fonoaudiología, Nutrición y Dietética, Enfermería, Terapia Ocupacional, Fisioterapia y la Licenciatura en Educación Básica con Énfasis en Educación Física Recreación y Deportes.

#### Jurisprudencia y Ciencias Políticas
La Facultad de Jurisprudencia y Ciencias Políticas es la unidad académica más joven de la institución universidad. Ofrece los programas de Derecho, Ciencias Políticas y la Maestría en Paz, Desarrollo y Resolución de Conflictos. Sus instalaciones están ubicadas en La Casona, lugar donde fue fundada la universidad.

#### Ingenierías y Arquitectura
La Facultad de Ingenierías y Arquitectura ofrece los siguientes programas académicos:
- Arquitectura
- Diseño Industrial
- Ingeniería Ambiental
- Ingeniería Civil
- Ingeniería de Alimentos
- Ingeniería de Sistemas
- Ingeniería de Telecomunicaciones
- Ingeniería Eléctrica
- Ingeniería Electrónica
- Ingeniería Industrial
- Ingeniería Mecánica
- Ingeniería Mecatrónica
- Ingeniería Química
- Tecnología de Alimentos
- Tecnología de Saneamiento Ambiental

- Maestría en Ingeniería Ambiental

### Publicaciones
La Universidad de Pamplona edita varias revistas, dentro de las cuales destaca una de la Facultad de Ciencias Básicas llamada "BISTÚA", publicación que fue aceptada como miembro de la Red de Revistas Científicas de América Latina y El Caribe, España y Portugal – REDALYC. Así mismo, esta revista se encuentra indexada en el Índice Nacional de Publicaciones Seriadas Científicas y Tecnológicas Colombianas Publindex, así como en latindex y Dialnet. Recientemente fue incluida en CHEMICAL ABSTRACTS y ASFA.
También edita las siguientes revistas: Clon (Facultad de Ciencias de la Salud); Face (Facultad de Ciencias Económicas); Vestigium (Facultad de Artes y Humanidades, Departamento de Filosofía); El Artista (Facultad de Ciencias de la Educación); Ciencias y Tecnología Agropecuaria (Facultad de Ciencias Agrarias) y las revistas de la Facultad de Ingenierías: Alimentech, Tecnologías de Avanzada y Aire, Agua y Suelo.

## División administrativa

### Gobierno Universitario
En la Universidad de Pamplona las máximas autoridades administrativas son el Consejo Superior, el Consejo Académico, el Consejo de Gobierno y por su puesto, el rector mayor.

#### Consejo Superior
Este consejo es la máxima autoridad en cuanto a la dirección y gobierno en la institución. Entre sus funciones están establecer las políticas académicas, administrativas, económicas, contractuales y de planeación. Todo lo anterior, velando porque el transcurrir universitario se desarrolle comulgando con las leyes de la República, el Estatuto General, las políticas institucionales, el Plan de Desarrollo y las demás normas internas.
Está compuesto por su respectivo Presidente, el representante del Presidente de la República, el delegado del Ministerio de Educación Nacional, el representante de los Ex-Rectores, el representante de los Autoridades Académicas, el representante los Egresados, el representante de los profesores y el representante de los estudiantes.

#### Consejo de Gobierno
Su función consiste en dar a conocer los proyectos institucionales, así como plantear las estrategias para el cumplimiento de las normas y políticas de la academia. Establece su posición respecto a factibilidad sobre asuntos académicos, económicos, financieros y administrativos. Lo anterior apoyado por cuatro comités asesores que son:
- Comité de Control Interno
- Comisión Técnica Asesora
- Comisión de Personal
- Junta de Licitación y Compras

Esta consejo administrativo está conformado por: la Oficina de Planeación, Gestión del Talento Humano, División Administrativa y Financiera, Asesoría Jurídica, Decanaturas, Vicerrectoría de Interacción Social, Vicerrectoría de Investigaciones y Vicerrectoría Académica.

#### Consejo Académico
Es la máxima autoridad en materia académica. Su función consiste en el establecimiento de políticas que cobijan a la institución universitaria, buscando que estas se lleven a cabo con ética y transparencia. Asimismo solventa las diferencias entre profesores y alumnos que hayan salido de las manos de sus respectivas facultades y de las competencias del Consejo de Facultad. Se desempeña asesorando al Consejo Superior en la toma de decisiones relacionadas con la parte académica y el cuerpo docente.
Los miembros del Consejo Académico son su presidente (que es el mismo rector), el vicerrector académico, el representante de los Decanos, el representante de los Directores de Dpto., los representantes de los profesores (2) y los representantes de los estudiantes (2).

#### Rectoría
La Rectoría se localiza en el Bloque Administrativo Pedro de Ursúa. El Dr. Ivaldo Torres Chávez es el actual rector. Entre las funciones de este cargo están el ser el representante legal y la primera autoridad ejecutiva de la Universidad. Es responsable de la gestión académica y administrativa, y de adoptar las decisiones necesarias para el desarrollo y buen funcionamiento de la institución universitaria. El cargo de Rector es incompatible con el ejercicio profesional y con cualquier otro cargo público o privado.
Entre sus funciones esta dirigir el funcionamiento general de la Universidad, trabajar por su crecimiento y disponer, o proponer a las instancias correspondientes, las acciones necesarias para lograr los objetivos institucionales, dirigir y fomentar las relaciones nacionales e internacionales de la Institución. La actual administración ha definido 4 macropolíticas: la Acreditación, el Proyecto Doctorando, el Campus Inteligente y la Plataforma siglo XXI.

### Vicerrectorías

#### Académica
La Vicerrectoría Académica (como su nombre lo indica) se encarga de todo lo relacionado con las cuestiones académicas de la institución como es la selección de aspirantes, la recepción y procesamiento de calificaciones y el establecimiento de políticas institucionales para lograr la acreditación de los diferentes programas, así como la acreditación institucional.

#### Administrativa
La Vicerrectoría Administrativa se encarga de los procesos administrativos, especialmente los financieros. Realiza la contabilidad de la institución y evalúa la viabilidad económica de los proyectos institucionales. La Oficina de Pagaduría está adscrita a esta facultad.

#### Bienestar Universitario y Extensión
La Vicerrectoría de Bienestar Universitario tiene por objetivo el fomentar y proveer a los estudiantes la recreación, las actividades culturales, artísticas y deportivas (como los Juegos Intra-Universitarios), así como de la prevención y promoción de la salud. También gestiona y administra las vacaciones recreativas.

#### Gestión del Recurso Físico y Apoyo Logístico
La vicerrectoría de Gestión del Recurso Físico y Apoyo Logístico se encarga de determinar a facultad, departamento o unidad académica le corresponde la administración y gestión de determinada dependencia dentro o fuera del campus principal, como lo puede ser un laboratorio, un salón o un escenario deportivo.

#### Gestión y Desarrollo Tecnológico
La vicerrectoría de Gestión y Desarrollo Tecnológico es aquella que se encarga del desarrollo tecnológico de "Plataforma". Plataforma es conjunto de sistemas de gestión educativa que son usados en la Universidad de Pamplona y una larga lista de instituciones de educación superior de Colombia, Venezuela, Ecuador y otros países.
- AcademuSoft:[41] Esta aplicativo es un EAS (Enterprise Application Solution) para instituciones universitarias, que permite a sus usuarios albergar un aplicativo de alto nivel para el ingreso, organización, gestión y administración de los datos en cada uno de los procesos académicos y necesidades de negocio generadas por la institución. Busca optimizar la generación de la información y apoyar a los directivos en la posterior toma de decisiones. Entre las instituciones que usan esta aplicación están:[41] la Universidad Tecnológica de Pereira, la Universidad de Caldas, la Universidad del Quindío, Universidad de Nariño, la Universidad de Sucre, la Universidad Popular del Cesar, la Universidad de la Guajira, entre otras 46 universidades.

- HeuriSoft:[42] Es un aplicativo cuyo objetivo es el desarrollo de sistemas de evaluación. Se destaca por su alta tasa de transaccionalidad, pues permite al usuario ejecutar con eficiencia datos de hasta 50.000 unidades diarias. Este paquete de software es famoso por ser utilizado desde el 2003 por el Instituto Colombiano para el Fomento de la Educación Superior,[42] en los exámenes de estado ICFES y ECAES. También ha sido aplicado en concursos para la selección de aspirantes de directivos docentes y docentes, concurso de méritos para la Procuraduría General de la Nación[43] y concurso de docentes para la Universidad Nacional Abierta y a Distancia (UNAD).

- GestaSoft:[44] Este programa informático es (al igual que Academusoft) una EAS (Enterprise Application Solution) que ofrece a sus usuarios la integración de nuevas soluciones a nivel tecnológico. El objetivo de GestaSoft es administrar cuentas, gestionar información financiera, de proveedores y clientes, ordenar datos de inventarios, distribución y logística, y otros. De esta forma se facilita enormemente la administración de instituciones universitarias.

- HermerSoft:[45] Este software abarca la comunicación de la entidad residente interna, externa, colaborativamente y de formación que se basa en la administración de contenidos y en calificadas herramientas virtuales y colaborativas para hacer más llevadero el trabajo de los integrantes de las organizaciones. Lo más destacable es el aprovechamiento que se logra agrupando las herramientas colaborativas desarrolladas y los sistemas de gestión de contenidos. Los sistemas le otorgan independencia al usuario y hacen viable la integración de contenidos mediante ambientes gráficos.

- KlineSoft:[46] Es un paquete de software informático integrada y en línea que permite la realización de los procesos asistenciales y administrativos en la prestación de servicios de la salud. Su objetivo principal a la institución residente es, sin lugar a dudas la gestión de los datos vitales de los pacientes, la reducción de trámites y el manejo de solicitudes y registros, para así prestar un servicio más eficiente. Entre las instituciones que usan este software están la IPS de la Universidad de Pamplona, la IPS y la Clínica León XIII de la Universidad de Antioquia y la Clínica San José de Cúcuta.

#### Interacción Social
La Vicerrectoría de Interacción Social se encarga del establecimiento de políticas institucionales en lo que a respecta a la social, para beneficiar a las personas con escasos recursos. Un proyecto puesto en marcha por esta vicerrectoría fue el habilitar una sede a distancia con diferentes carreras en el municipio de Tibú.

#### Investigaciones

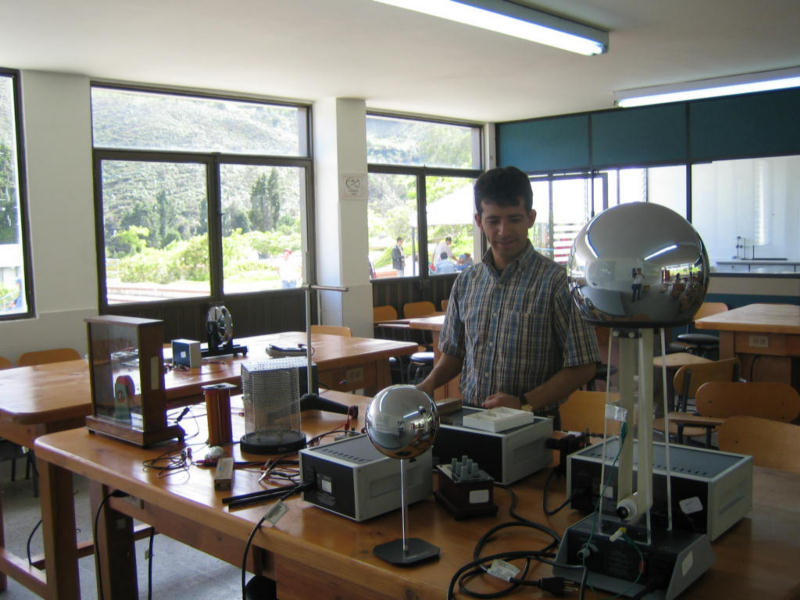
Laboratorio de Física, en el Edificio Eduardo Cote Lemus.

La Vicerrectoría de Investigaciones es la rama administrativa, encargada de la investigación científica, tecnológica e innovación de la institución. Tiene como objetivo el hacer de la investigación algo propio de la universidad, mediante el establecimiento de política, planes y mecanismos e instrumentos que garanticen su continuidad en el largo plazo. Entre las funciones de esta rama ejecutiva están la dirección del Sistema de Investigación mediante el establecimiento de políticas y criterios que promuevan y faciliten la investigación, en consulta con el Consejo Superior, la Rectoría y el Consejo Académico. Se encarga de la elaboración de planes de mediano y largo plazo para el desarrollo de la investigación y presentación de los mismos a los Consejos Superior y Académico.
Asesora al Consejo Superior, al Consejo Académico y a la Rectoría, en temas vincuulados con la políticas institucionales de investigación e innovación. Interviene en la formación permanente de investigadores y de jóvenes investigadores. Fomenta la articulación de la investigación con empresas y otras instituciones externas. Gestiona los recursos del presupuesto de la para la investigación y apalancamiento de recursos de fuentes externas. Asume los trámites correspondientes para la evaluación y aprobación de los proyectos y de los informes finales de investigación, con apoyo de la Red de Evaluadores del Sistema Nacional de Ciencia y Tecnología.

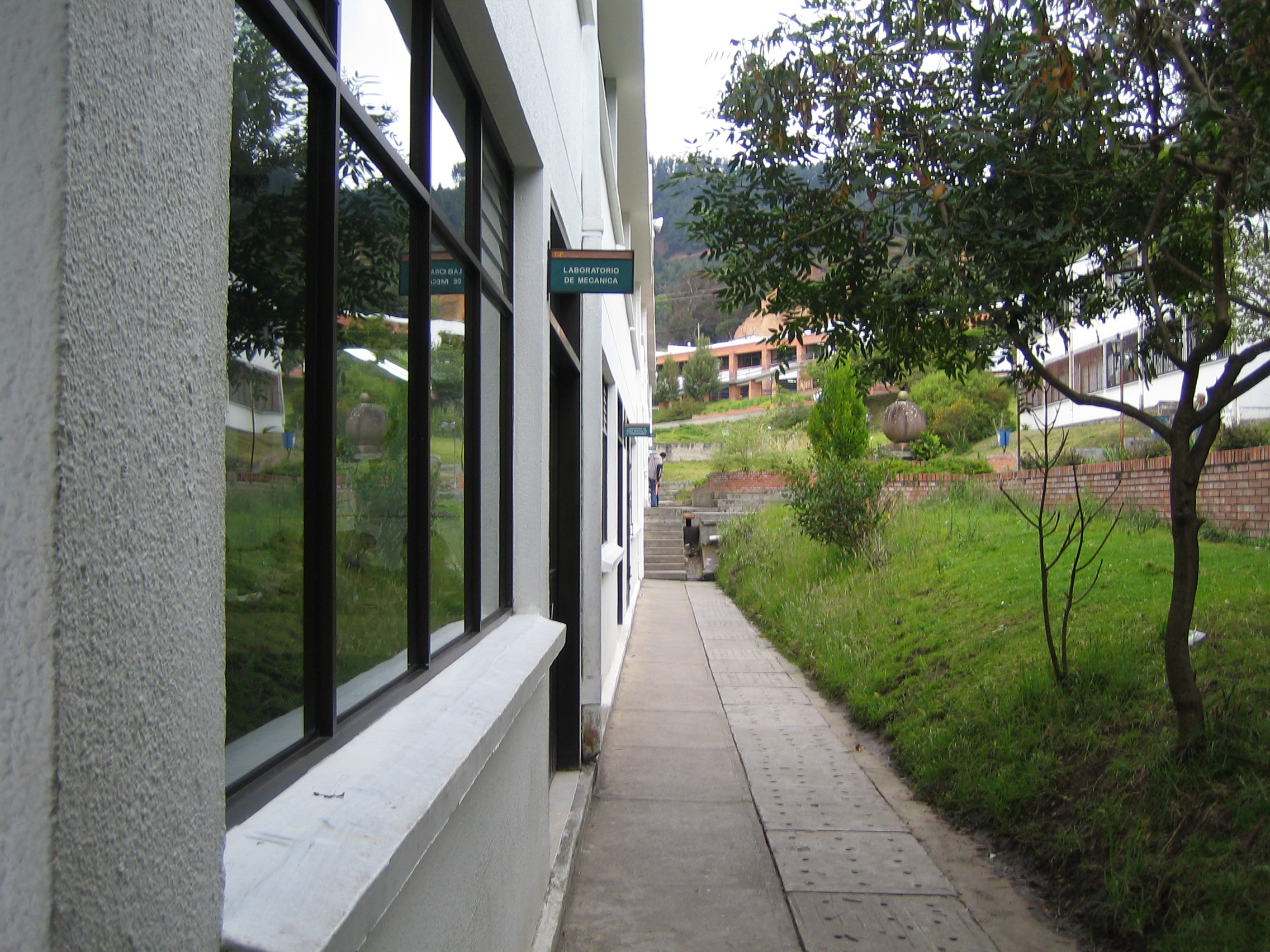
Laboratorio de Mecánica, en el Edificio Eduardo Cote Lemus.

Realiza el seguimiento, evaluación y control de la calidad de los resultados de los proyectos, el cumplimiento de las metas y objetivos previstos, el adecuado uso de los recursos económicos asignados a los proyectos, la apropiada utilización de los recursos físicos, tecnológicos, materiales e insumos para la investigación y, en general, de los impactos verificables de la investigación. También promueve los nuevos grupos y centros de investigación interdisciplinarios, inter-facultades e inter-institucionales. Publica y divulga por distintos medios de los resultados de los proyectos de investigación, científica, tecnológica, desarrollo e innovación, ciencias sociales y humanas y difusión de los beneficios e impactos sobre la sociedad. 
Asume el diseño y actualización de un sistema de información con la cartera de proyectos, los investigadores, los grupos, los centros, los institutos, las fuentes de financiación, los evaluadores y, en general, el inventario de recursos para la investigación. Gestiona ante los organismos públicos y privados, nacionales e internacionales, de convenios y contratados, para el intercambio de docentes investigadores, la ejecución de eventos científicos, la financiación de proyectos y el otorgamiento de apoyos por parte de dichas entidades. Por último, presenta un informe anual sobre el estado de la investigación en la institución.

### Oficinas

#### Admisiones, Registro y Control Académico
Esta oficina está adscrita a la Vicerrectoría Académica. Tiene varios funciones, entre ellas se llevar a cabo la selección de los mejores prospectos para los diferentes programas en pregrado, especialización y maestría. También está entre sus facultades el concebir o denegar las autorizaciones para traslados de sede y la homologación de materias para "alumnos foráneos", es decir aquellos que han estudiado en otras instituciones académicas.
También tiene como función el tratamiento y registro de las calificaciones emanadas de las diferentes facultades. Por último, expide constancias de grado y los certificados de notas. Se rige por los reglamentos académicos de pregrado y posgrado, el Convenio Andrés Bello y el Decreto 860 del Ministerio de Educación Nacional.

#### Pagaduría
Esta oficina está adscrita a la Vicerrectoría Administrativa y Financiera. Se encarga de todos los procedimientos relacionados con la Matrícula Financiera. Una vez el alumno ha sido notificado como admitido por la oficina respectiva, debe verificar el valor a pagar mediante el sitio web de la universidad. El educando debe realizar la consignación respectiva en el Banco de Bogotá o en el Banco BBVA, el cual es reportado en las siguientes 24 horas. También se puede realizar el procedimiento a través del Banco Agrario, sin embargo con esta institución bancaría se debe llevar el comprobante de pago personalmente a la oficina para ser registrado en el sistema. Por ser una institución pública, los valores que deben pagar los estudiantes se basan en su estrato socioeconómico.
Una vez cumplido este proceso, la Oficina de Pagaduría faculta a la Oficina de Admisiones, Registro y Control para dar inicio a la Matrícula Académica, con la cual los ciudadanos son acreditados como estudiantes.

#### Apoyo y Seguimiento al Egresado
Esta oficina está adscrita a la Vicerrectoría de Interacción Social y fue creada por el Acuerdo N.003 de 26 de marzo de 2008 Entre sus facultades o funciones se encuentran el conformar y mantener la comunidad de egresados, establecer vínculos de participación y cooperación, fomentar la integración y pertenencia, crear espacios de participación y continuación de estudios, crear un banco de empleadores, brindar asesoría y capacitación, acomopañar la conformación de asociaciones, así como determinar y monitorear el impacto social de los egresados.

#### Prensa y Comunicaciones
Esta oficina se encarga de divulgar todas las noticias que involucren a la Universidad de Pamplona. La página en Internet de la institución es su principal medio de divulgación, aunque sus artículos son replicados por los websites del Ministerio de Educación y de Universia.

## Otros

### Proceso de Admisión
La academia realiza un proceso de admisión por semestre para los programas académicos en pregrado y mantiene inscripciones permanentes para las especializaciones, maestrías y doctorados. Los aspirantes deben ingresar a la página web http://www.unipamplona.edu.co, buscar la opción "Registro y Control". Allí aparecen un pliego de opciones que orientan al ciudadano respecto a lo que desea hacer. Se pueden realizar inscripciones a una carrera como nuevo estudiante, solicitar cambio de programa o de sede, así como de simultaneidad académica (cursar más de un programa a la vez).
La selección de los aspirantes se hace con base en los resultados del Examen ICFES. Para el caso de la Facultad de Salud se realiza un examen de admisión, el cual está compuesto por 90 preguntas y se debe presentar en línea en las Virtualtecas (salones de computación) de la universidad. La selección en los posgrados se lleva a cabo basándose en la trayectoria profesional y las calificaciones obtenidas durante el pregrado.
Los documentos que deben ser presentados por los alumnos admitidos son los siguientes: Grupo Sanguíneo y Factor Rh, Certificado Médico, Registro Civil de Nacimiento y fotocopia autenticada del Diploma de Grado o Acta de Grado original.

### Convenios
La Universidad de Pamplona ostenta convenios con academias de educación superior de Europa, especialmente de España. En el país ibérico se han formado docenas de profesores en Maestrías y Doctorados. Entre las academias con las que hay acuerdo interinstitucional están: la Universidad de Alicante, la Universidad Autónoma de Barcelona, la Universidad Politécnica de Cataluña, la Universidad Nacional de Córdoba, la Universidad de Granada, la Universidad de Huelva, la Universidad de León, la Universidad de Málaga, la Universidad de Murcia, la Universidad Pública de Navarra, la Universidad Pablo de Olavide, la Universidad Ramon Llull, la Universidad de Cádiz y muchas otras.
También existe un convenio de "Dual degree" o "Doble titulación" con la Universidad Internacional de Florida, siendo los alumnos de Ingeniería Electrónica e Ingeniería Eléctrica los primeros en beneficiarse.
La academia no solo tiene acuerdos que la benefician. En su lugar, presta también diversos servicios a diferentes instituciones, especialmente aquellas de orden estatal.
Se ha encargado de procesos de selección de funcionarios en varios concursos de méritos para la Contraloría General de la República y la Superintendencia de Notariado y Registro.
El departamento TI de nuevas tecnologías de la información se encarga de proporcionarle al Instituto Colombiano para el Fomento de la Educación Superior la plataforma o soporte lógico para el "Examen ICFES" o "Examen de Estado", que de hecho es usado por la institución para seleccionar a los mejores aspirantes.
Lo anterior, con excepción de los programas académicos de la Facultad de Salud, donde se debe presentar en las diferentes salas de computadores (conocidas como "Virtualtecas") un examen de admisión. En el aspecto social tiene una activa participación, sobre todo por ser una academia de educación de orden público.
Un ejemplo de esto lo constituye el convenio con la Diócesis de Tibu, que permite los bachilleres de este municipio cursen programas en pregrado de la universidad en los diferentes colegios. El acuerdo interinstitucional busca una alianza entre la universidad, la diócesis y fuerzas políticas y sociales del departamento “para volver los ojos a El Catatumbo, una zona que está completamente abandonada”.
Durante la firma de este acuerdo estuvieron presentes el presidente de la Asamblea Departamental de Norte de Santander, Iván Clavijo; el diputado Guillermo Reyes; el representante del Instituto por la Paz, de la Universidad de Granada (España), Francisco Muñoz; el vicerrector de interacción social de la Universidad de Pamplona, Carlos José Herrera, entre otros invitados.
La Universidad de los Andes (Venezuela) firmó un acuerdo con la institución colombiana con el objetivo de que la asesorá en el proceso de formación de ciudanos a distancia. Gracias a este convenio se ofrecen en diferentes municipios venezolanos los siguientes programas académicos: Administración de Empresas; Contaduría Pública; Economía; Administración de Sistemas Informáticos; Tecnología en Gestión de Sistemas de Información; Licenciatura en Comercio; Licenciatura en Lengua Castellana y Comunicación; Licenciatura en Educación Básica con énfasis en Ciencias Naturales y Educación Ambiental; Licenciatura en Educación Básica con énfasis en Educación Física, Recreación y Deportes; Licenciatura en Educación Básica con énfasis en Ciencias Sociales.